# Selayarvisslare
Selayarvisslare (Pachycephala teysmanni) är en fågelart i familjen visslare inom ordningen tättingar.

## Utbredning och systematik
Fågeln förekommer endast på ön Selayar söder om Sulawesi. Tidigare ansågs den och flera bestånd i Små Sundaöarna utgöra en och samma art, orangebröstad visslare (P. fulvotincta). Efter omstrukturering har selayarvisslaren lyfts ut till egen art, medan taxonet calliope, tidigare i bandavisslaren (P. macrorhyncha), förts till fulvotincta. Eftersom calliope har prioritet kallas denna art därför Pachycephala calliope, med det nya svenska trivialnamnet timorvisslare.

## Status
Den kategoriseras av IUCN som livskraftig.